# アゴスティーニョ・カ
アゴスティーニョ・オディキル・カ（ポルトガル語: Agostinho Odiquir Cá、1993年7月24日 - ）は、ギニアビサウ・ビサウ出身のプロサッカー選手。ポジションは、ミッドフィールダー。

## 経歴

### クラブ
ギニアビサウの首都ビサウで生まれ、2009年に16歳でスポルティング・クルーベ・デ・ポルトゥガルの下部組織に入団。2012年夏、チームメイトのエドガル・イエとともにFCバルセロナに移籍。
しかし、セグンダ・ディビシオンのFCバルセロナBでの出場機会はほとんど無く、ジローナFC、次いでクラブ・リェイダ・エスポルティウにレンタル移籍したが、ここでも出場機会を得られなかった。
2016年9月、レガ・プロのパルマ・カルチョ1913のトライアルを受けるも、膝の負傷を理由に契約には至らなかった。
2017年4月、リトアニア・AリーガのFCストゥンブラスに加入。

### 代表
ポルトガル代表の一員としてUEFA U-19欧州選手権2010、UEFA U-19欧州選手権2012、2013 FIFA U-20ワールドカップに参加した。